# José Orengo
José Ramón Orengo (Rosario, 26 de abril de 1976) es un ingeniero civil y ex–jugador argentino de rugby que se desempeñaba como centro.

## Selección nacional
Fue convocado a los Pumas por primera vez en septiembre de 1996 para enfrentar a los Teros y jugó su último partido en junio de 2004 contra los Dragones rojos. En total disputó 36 partidos y marcó nueve tries.

### Participaciones en Copas del Mundo
Participó del Mundial de Australia 2003 donde los Pumas fueron eliminados en primera fase, tras caer ante los Wallabies y el XV del Trébol; estos fueron los únicos partidos que jugó Orengo ya que fue titular.
| Mundial                       | Sede      | Resultado      | PJ | Tries |
| ----------------------------- | --------- | -------------- | -- | ----- |
| Copa Mundial de Rugby de 2003 | Australia | Fase de grupos | 2  | 0     |

## Palmarés
- Campeón del Sudamericano de Rugby A de 1997.
- Campeón del Top 12 de la URBA de 2000.